# Martin Straňovský
Martin Straňovský (* 12. September 1985 in Nové Zámky, Tschechoslowakei) ist ein slowakischer Handballspieler, der für den slowakischen Erstligisten HK Košice spielt und für die slowakische Männer-Handballnationalmannschaft aufläuft.

## Karriere
Martin Straňovský begann in seiner Heimatstadt mit dem Handballspiel, wo er auch in der ersten Mannschaft debütierte. Schnell stieg er zum Jugendnationalspieler seines Landes auf und machte bei Nachwuchsturnieren auf sich aufmerksam, bis er 2005 vom spanischen Topclub Ademar León verpflichtet wurde. Mit dem Club aus León zog er 2007 ins Finale des Europapokals der Pokalsieger ein, scheiterte aber am HSV Hamburg. Im Sommer 2012 wechselte der 1,87 Meter große Linksaußen zum FC Barcelona, mit dem er 2013 und 2014 die Meisterschaft sowie 2013/14 den Super Globe, die Supercopa Asobal, die Copa ASOBAL und die Copa del Rey de Balonmano gewann. In der EHF Champions League 2012/13 unterlag er im Finale erneut dem HSV Hamburg. In der EHF Champions League 2013/14 erreichte er abermals das Final Four. Nach der Verpflichtung von Guðjón Valur Sigurðsson verließ er den Verein im Sommer 2014, um wieder mehr Spielzeit zu erhalten. Am 15. Juli 2014 gab der deutsche Bundesliga-Aufsteiger HC Erlangen seine Verpflichtung bekannt. Beim HC spielt Straňovský als Spielmacher auf der Rückraum-Mitte-Position. Im Sommer 2018 wechselte er zum slowakischen Verein HT Tatran Prešov. Zur Saison 2020/21 schloss er sich dem ungarischen Verein Pick Szeged an. Mit Szeged gewann er 2021 die ungarische Meisterschaft. Anschließend kehrte er in seine Heimat zurück zu HK Košice.
Für die slowakische Männer-Handballnationalmannschaft stand er im Aufgebot für die Weltmeisterschaft 2011 und die Europameisterschaft 2012; bis Dezember 2011 bestritt er 96 Länderspiele, in denen er 343 Tore warf.
Straňovský wurde in den Jahren 2006 und 2020 zum slowakischen Handballer des Jahres gewählt.